# Clan Sinclair
Il Clan Sinclair è un clan scozzese delle Highland di origini normanne che ha posseduto le terre del nord della Scozia, le Isole Orcadi, e il Lothian, ricevute dai Sovrani di Scozia. I capi dei clan erano i Baroni di Roslin e più tardi divennero i Conti delle Orcadi e successivamente i Conti di Caithness.

## Varianti del nome
Il loro nome deriva da Sancto Claro, un nome comune di luogo nel Ducato di Normandia.
Il nome è scritto in modi diversi, a seconda de periodo e degli usi. Il nome originale di Saint-Clair si è modificato in Saint Clare dopo l'arrivo in Scozia poi Sinclair a partire dalla fine del XVI secolo quando apparvero due branche. 
I Conti di Caithness adottarono la forma Sinclair. I Baroni di Roslin preferirono ancora l'originaria forma di Saint Clare o talvolta St. Clair. Sinclair è ancora la forma più comune e quella utilizzata nel Scottish Clan and Familly Encyclopedia e nel Webster's New biographical Dictionnary.

## Storia

### Origini del clan
I Sinclair erano una famiglia di nobili originaria della Normandia francese. 
Sono andati in Inghilterra (prima che in Scozia) con Guglielmo il Conquistatore durante la sua invasione dell'Inghilterra. Il nome era in origine "Saint-Clair" che era un nome di un luogo. Richard di Saint-Clair e Brittel di Saint-Clair sono entrambi menzionati nel Domesday Book. William di Saint-Clair accompagnò santa Margherita di Scozia, figlia di Edoardo l'esiliato in Scozia nel 1068, dove si sposò con Malcolm III di Scozia. In cambio dei suoi servigi, il re presumibilmente ha concesso a Sinclair la baronia di Roslin, Scozia "nel patrimonio libero".
Il capo Sir Henry Sinclair, II Barone di Roslin (1060–1110) guidò con successo un attacco alle truppe inglesi nella Battaglia di Alnwick (1093). Uno dei primi Sinclair registrati in Scozia è stato il capo clan Enrico di Saint-Clair/Sinclair, III barone di Roslin, che ha ottenuto un atto scritto per le terre di Herdmanston in Haddingtonshire nel 1160.

### Guerra scozzese-norvegese
La battaglia di Largs ha avuto luogo nel 1263, – il capo Sir Henry Sinclair, V Barone di Roslin (1190–1270) guidò i soldati del re Alessandro III di Scozia per respingere l'ultima invasione norvegese. Oggi una colonna indica il luogo dove si svolse la battaglia. Ogni settembre un festival vichingo celebra l'evento.
La battaglia di Lewes ha avuto luogo nel 1264 – Simone di Montfort, VI Conte di Leicester, durante la seconda guerra dei baroni, in Inghilterra si era guadagnato una grande influenza su altri baroni e vescovi. Essi elaborarono poi le Disposizioni di Oxford. Re Enrico III d'Inghilterra si oppose e scoppiò la guerra civile. I baroni ribelli vinsero, catturando il re. Dopo anni di conflitto la Corona fu restituita a suo figlio Edoardo I. Re Alessandro III di Scozia aveva ordinato a Sir William Sinclair di aiutare il re Enrico III in battaglia ottenendo una sanguinosa vittoria. Sinclair ne uscì illeso.

### Guerre di indipendenza scozzesi del Regno di Scozia
Nel corso della prima guerra di indipendenza scozzese, nella battaglia di Dunbar (1296), Sir William Sinclair di Roslin fu catturato e in seguito morì, probabilmente nella Torre di Londra. Anche Henry suo figlio fu catturato e successivamente inviato al castello di St. Briavels. La battaglia di Roslin ebbe luogo nel 1303. Gli scozzesi al comando di Henry Sinclair, John Comyn, Lord di Badenoch, sconfissero una forza inglese a Roslin Glen in due, forse tre, combattimenti separati. La battaglia di Loudoun Hill ebbe luogo nel 1307 quando gli scozzesi comandati da Henry Sinclair sconfissero gli inglesi. La battaglia di Bannockburn fu combattuta nel 1314, quando il "Clan Sinclair" combatté a sostegno di Robert Bruce di Scozia. Dopo la battaglia Robert Bruce donò a William Sinclair la sua spada. La battaglia di Donibristle ebbe luogo nel 1317, William Sinclair Vescovo di Dunkeld, radunò un esercito scozzese per sconfiggere una forza d'invasione inglese a Fife.
Sir William di Saint Clare o Sinclair di Roslin, erede di Henry, e suo fratello John di St. Clair erano tra gli scozzesi uccisi nella battaglia di Teba (1330). Stavano tentando di portare il cuore di Robert Bruce in Terra Santa. Furono sepolti nella Cappella di Rosslyn.
La battaglia di Neville's Cross si svolse nel 1346. Sir John Sinclair di Herdmanston fu fatto prigioniero dopo la battaglia. Nel 1379, Sir Henry Sinclair rivendicò la contea delle Orcadi attraverso la linea ereditaria materna dal Re Haakon VI di Norvegia. Sir Henry Sinclair è stato anche Ammiraglio di Scozia. La famiglia ottenne il contado delle Orcadi, e nel 1455 ricevette i terreni a Caithness. Il titolo di conte delle Orcadi è stato successivamente revocato per ordine del re Giacomo III di Scozia.

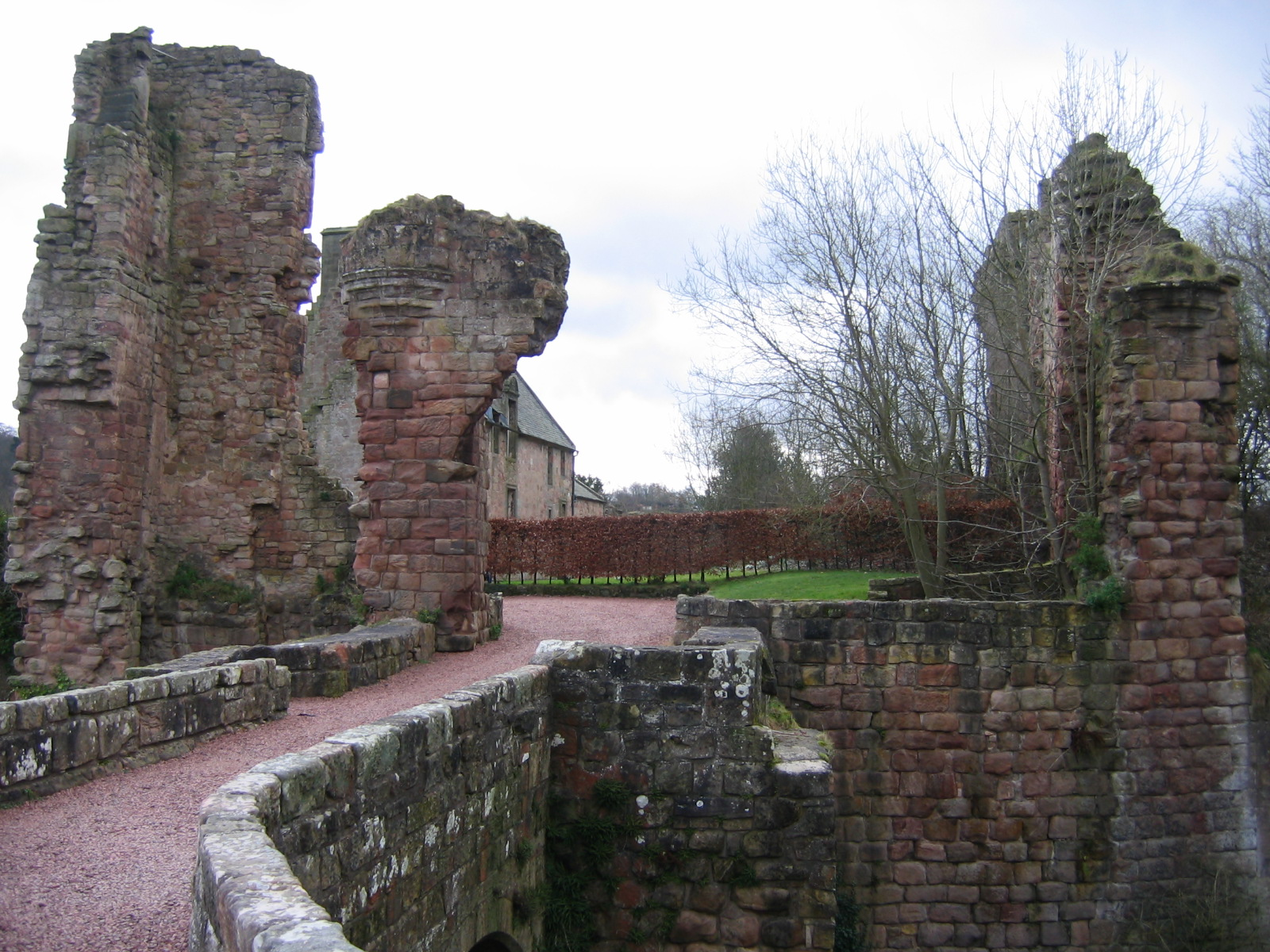
Castello di Roslin nel Midlothian, prima sede del Clan Sinclair

### Henry Sinclair I, conte delle Orcadi
Henry Sinclair I, conte delle Orcadi, barone di Roslin, e signore delle Shetland (c.1345-c.1404), è stato un nobile ed esploratore scozzese. Egli viene a volte identificato con un'altra ortografia del suo cognome, St. Clair. Era il nonno di William Sinclair Vescovo di Dunkeld, che fece erigere la cappella di Rosslyn. È conosciuto oggi a causa di una leggenda moderna che dice che prese parte a spedizioni in Groenlandia e Nord America quasi 100 anni prima di Cristoforo Colombo, nel 1398. Secondo una biografia pubblicata molti anni dopo la sua morte, egli morì in battaglia contro gli inglesi intorno al 1400.

### Henry II Sinclair, conte delle Orcadi
Henry II Sinclair, conte delle Orcadi fu fatto prigioniero, guidando i suoi luogotenenti e alleati contro gli inglesi nella battaglia di Homildon Hill nel 1402, ma fu presto rilasciato. Nel 1406 scortò il principe James diretto in Francia, ma la nave fu catturata dagli inglesi. Entrambi furono imprigionati nella torre di Londra. Nel 1407 riuscì a fuggire dalla Torre o fu rilasciato dietro il pagamento di un riscatto.

### William Sinclair, I conte di Caithness
William Sinclair, I conte di Caithness e III conte delle Orcadi, e V barone di Roslin, capo del Clan Sinclair, è stato Ammiraglio di Scozia nel 1436 e High Chancellor nel 1454.

### XVI secolo - conflitti del clan e Guerre anglo-scozzesi

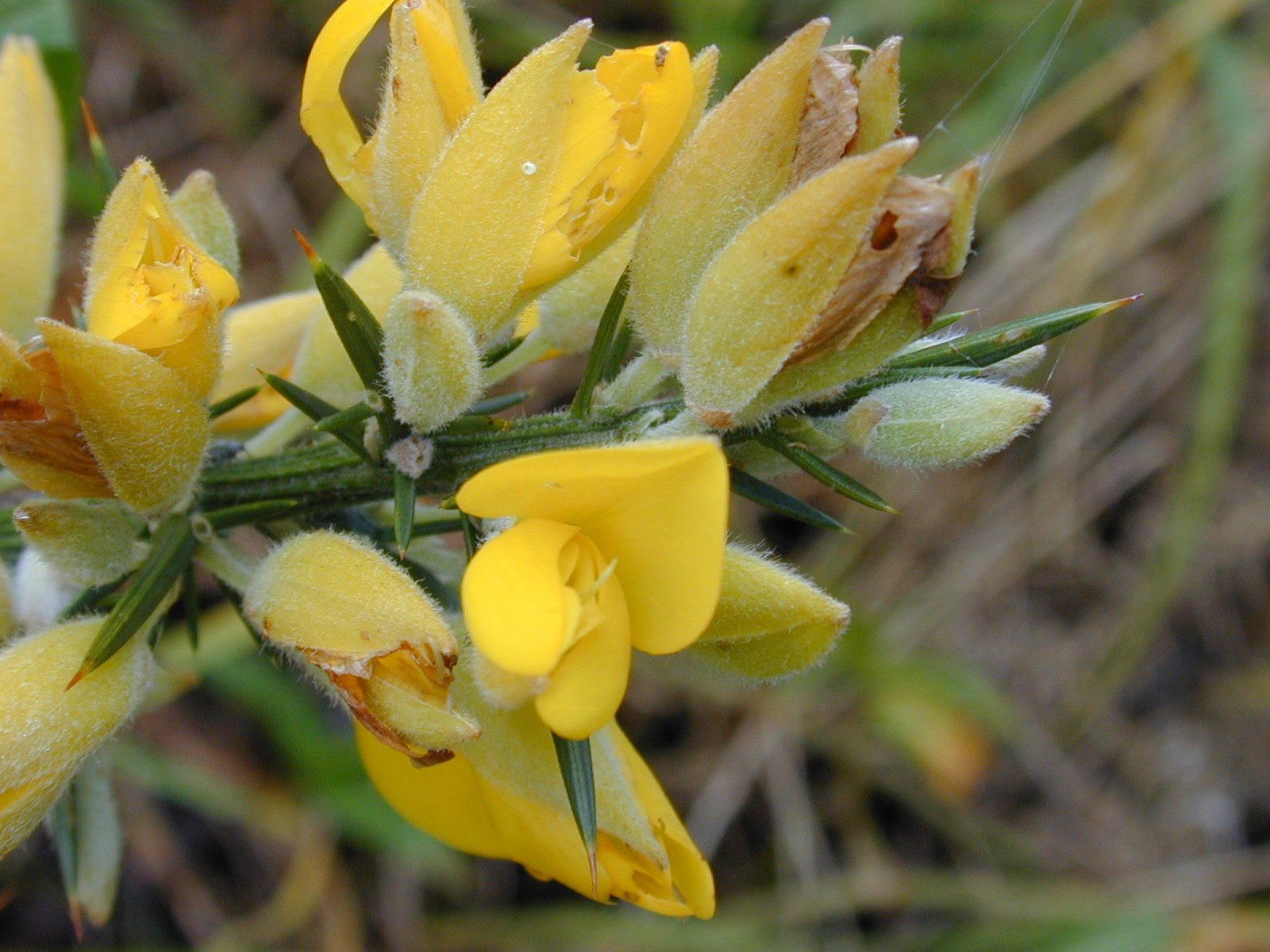
pianta del clan Sinclair: Ulex (Ginestra spinosa)

Nella battaglia di Flodden Field nel 1513, durante le guerre anglo-scozzesi, William Sinclair, II conte di Caithness fu uno dei nobili che combatterono per il Re Giacomo IV di Scozia. In precedenza ha avuto un seggio in Parlamento. In battaglia il re Giacomo osservò Sir William che conduceva in battaglia i suoi seguaci, tutti vestiti di verde. Il re si informò e risultò che erano di Caithness, guidati dal Conte. Re Giacomo scrisse il rinnovo della gestione della Contea di Sir William su un tamburo, l'unica pergamena disponibile. Il tamburo fu trasportato da un messo a piedi alla moglie di Sir William. Sir William morì in battaglia il giorno successivo, lasciando la contea al figlio John. Il conte Sir William contribuì a guidare l'ala destra dell'esercito scozzese che ha battuto l'ala sinistra inglese. A differenza di alcuni che si disimpegnarono, tornò per aiutare il resto degli scozzesi e fu ucciso. Ci fu una perdita di 300 uomini del clan Sinclair, compreso George Sinclair di Keiss, Henry III Lord Sinclair, Sir John Sinclair di Herdmanston, il Vescovo di Caithness, così come il re Giacomo IV di Scozia.
John Sinclair, III Conte di Caithness (1490-1529) morì nella battaglia di Somersdale/Summerdale nel maggio 1529, al comando di 500 uomini in aiuto di James Sinclair a difesa delle Orcadi. Gli successe il figlio George Sinclair IV Conte di Caithness. William, IV Lord Sinclair fu fatto prigioniero. Nella battaglia di Solway Moss del 1552, gli scozzesi, comandati da Oliver Sinclair di Pitcairns furono battuti dagli inglesi e Oliver Sinclair fu fatto prigioniero; morì nel 1560.
Nel 1568, Henry III Lord Sinclair aiutò Maria, Regina di Scozia, a fuggire dal Castello di Loch Leven. Nel 1570, John Sinclair, Master di Caithness, figlio di George Sinclair IV Conte di Caithness, bruciò la cattedrale locale nell'inseguimento di uomini del Clan Murray che si erano rifugiati nel campanile. John fu imprigionato nel castello Sinclair Girnigoe dal padre fino al 1577.
La battaglia di Dail-Riabhach si svolse nel 1576, coinvolgendo il Clan Mackay e il Clan Sinclair. La battaglia di Allt Camhna si svolse nel 1586, coinvolgendo il Clan Sinclair, Clan Mackay e il Clan Gunn.
Nel 1588 il castello dei Sinclair a Girnigoe ha resistito ad un assedio da parte del Conte di Sutherland. Nel 1590 George Sinclair, V conte, invase il Sutherland provocando la battaglia di Clynetradwell. Il 3 aprile 1592, George Sinclair, V conte di Caithness, rinunciò al contado in cambio di un novodamus e il resto a suo figlio William Sinclair. Il giorno 11 dicembre William Sinclair di Mey fu nominato cavaliere dal Re Giacomo VI di Scozia.

### XVII secolo - conflitti del clan e guerra civile inglese

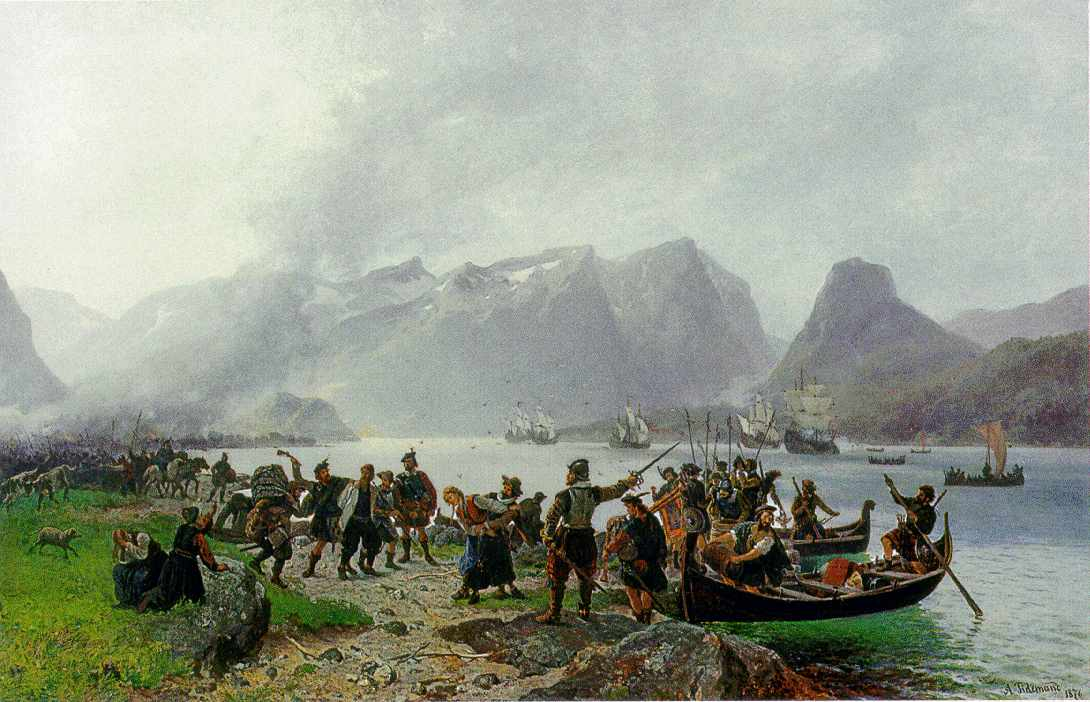
Un dipinto di Adolph Tidemand rappresenta gli armati di Sinclair che sbarcano in Norvegia

Il 21 ottobre 1601 Henry V Lord Sinclair morì e gli succedette il nipote Henry. Nel 1606, George Sinclair, V conte di Caithness, fu, con un Atto del Parlamento, autorizzato a cambiare il nome del castello di Girnigoe in castello Sinclair. Vedi: castello Sinclair Girnigoe.
La battaglia di Kringen si svolse nel 1612 a Otta in Norvegia; il mercenario George Sinclair venne ucciso con la maggior parte dei suoi uomini in un agguato. Nel 1614, Henry Sinclair Wadsetter (1570–1614) morì alla guida di 100 uomini nell'assedio del castello di Kirkwall. Rimase paralizzato e morì durante la notte. Il castello di Kirkwall è stato una roccaforte sul lungomare delle Orcadi costruito dal principe Henry nel 1390.
Nel 1635 un membro del Clan Sinclair prese parte alla guerra dei trent'anni per la Svezia. La sua famiglia divenne parte della nobiltà svedese nel 1680, baroni nel 1766 e conti nel 1771. L'ultimo Conte morì nel 1919, sua figlia morì nel 1973. Aveva sposato un membro della famiglia Fahnehielm, che divenne nobile nel 1647. L'ultimo maschio dei Fahnehielm morì nel 1998, ma gli sopravvissero tre sorelle. Anche altri due membri del Clan Sinclair diventarono ufficiali dell'esercito svedese e divennero nobiluomini di Svezia, ma le loro famiglie si estinsero molto prima. Major Malcolm Sinclair in missione diplomatica fu assassinato nel 1739 da sicari al servizio della zarina Anna I. Questo portò alla guerra 1741-1743 tra Svezia e Russia.
Nel 1650, James Graham, I marchese di Montrose fu sconfitto nella battaglia di Carbisdale. Venne aiutato dai Sinclair e Major Sinclair aiutò Montrose nella fuga, ma venne poi tradito da MacLeod di Assynt, incarcerato nel Castello di Ardvreck, processato e ucciso. Nella battaglia di Dunbar (1650) Sir William Sinclair di Rosslyn fu ucciso alla testa del Clan Sinclair. Egli fu l'ultimo cavaliere ad essere sepolto in armatura nella cappella di Rosslyn. Il Generale Monck saccheggiò il castello di Rosslyn, ma la cappella fu risparmiata anche se utilizzata per ricovero cavalli. Sir John Sinclair di Rosslyn andò al castello di Tynemouth. Nel 1651, nella battaglia di Worcester il Clan Sinclair guidato da John, IX Lord Sinclair, combatté per il Re Carlo II. John Sinclair fu catturato dalle forze di Cromwell, imprigionato nella Torre di Londra e poi al Castello di Windsor fino al 1660 quando fu liberato dal Generale Monck. Nel 1657, George Sinclair, VI conte di Caithness era presente quando Oliver Cromwell fu proclamato Chief Magistrate delle tre nazioni (Lord Protettore del Commonwealth of England) a Edimburgo.
La battaglia di Altimarlech si svolse nel 1680. La battaglia ebbe luogo tra il Clan Campbell e il Clan Sinclair. Narra la leggenda che tanti Sinclair vennero uccisi e che i Campbell furono in grado di attraversare il fiume senza bagnarsi i piedi. È evidente, tuttavia, che i Sinclair hanno avuto influenza ad alti livelli; così solo pochi anni dopo, nel 1681, ripresero il titolo di conte con un ordine del Parlamento. Nel 1698 morì George Sinclair, VII conte di Caithness. Gli successe John Sinclair di Murchill (Murkle), VIII conte di Caithness, suo cugino.

### XVIII secolo e le rivolte giacobite

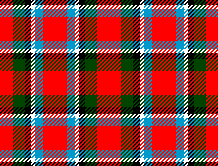
tartan rosso dei Sinclair

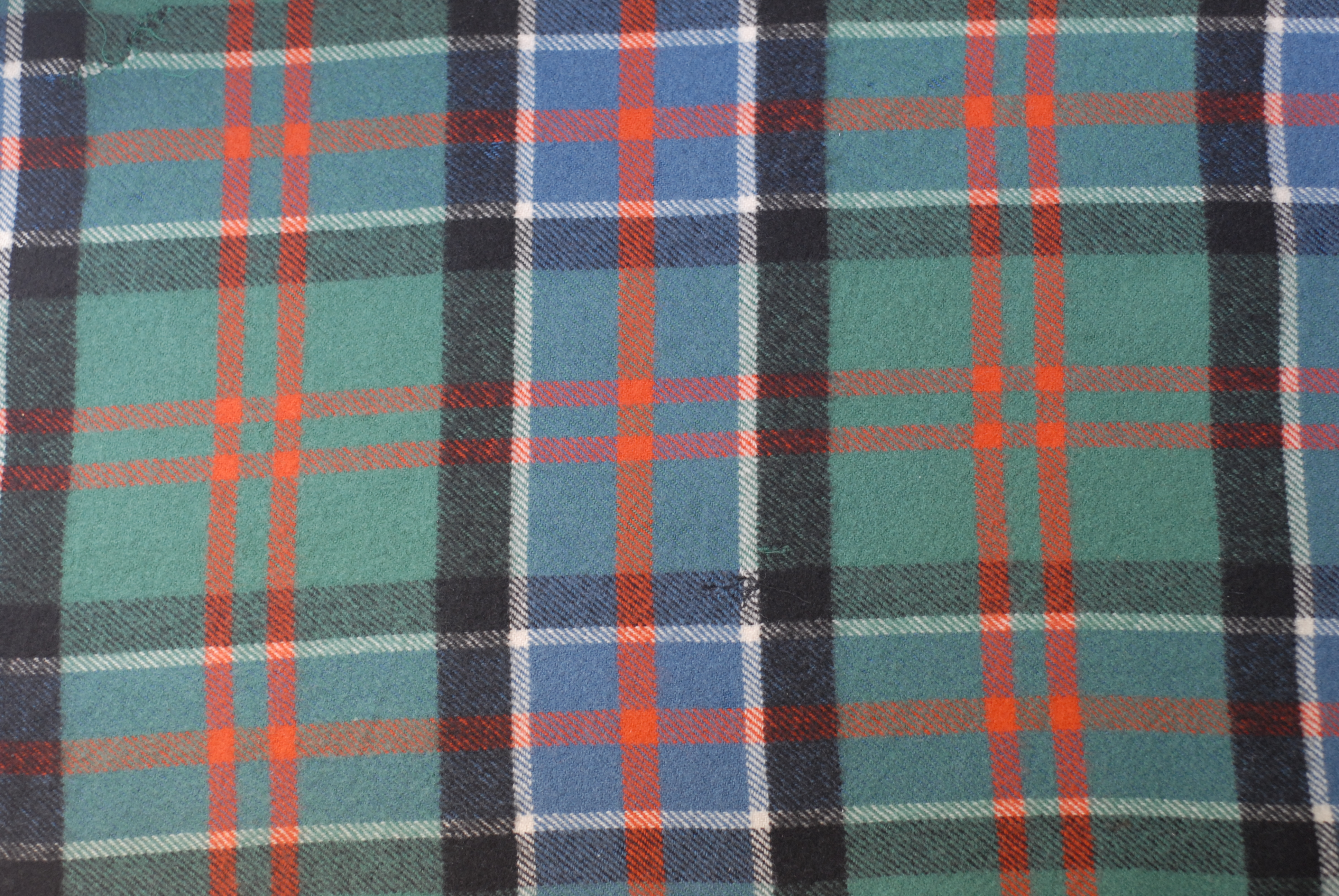
tartan scozzese da caccia dei Sinclair (antico)

Durante le insurrezioni giacobite del 1715 il Clan Sinclair sostenne la causa Giacobita, tuttavia durante la rivolta giacobita del 1745 il Clan Sinclair supportò il governo britannico degli Hannover.

#### Rivolte giacobite del 1715
Nel 1708, il capoclan John, Master of Sinclair (figlio di Henry, Lord Sinclair) uccise Ensign Schaw e il capitano Alexander Schaw in duelli. Fu esiliato in Prussia ma poi graziato da Anna, la regina di Gran Bretagna. Nel 1715, John Master of Sinclair catturò un vascello con 420 armi ed equipaggiamenti per il Conte di Sutherland. Nel 1715, alla battaglia di Sheriffmuir David Sinclair di Brabsterdorran combatté per la causa giacobita, come fece John, Master di Sinclair che fuggì alle Orcadi e successivamente in Europa. Il 3 novembre 1733 John Sinclair di Murkle il figlio minore di John Sinclair, VIII conte di Caithness, nominò Lord Murkle. Nel 1736, Sir James Sinclair fece montare i vetri per la prima volta nella Cappella di Rosslyn, rifece il pavimento con lastre di pietra e riparò il tetto della cappella. Nel 1736, Sir James Sinclair di Rosslyn si dimise dalla carica ereditaria di Gran Maestro della Massoneria della Scozia per la fondazione delle Logge scozzesi. Successivamente venne riconfermato a vita. Il 17 giugno 1739 Major Malcolm Sinclair 'un buono e fedele servitore della Svezia' fece parte di una missione diplomatica; fu assassinato a Grunberg in Slesia da sicari della Zarina Anna di Russia.

#### Rivolte giacobite del 1745
Il 4 giugno 1745, Sir James Sinclair di Rosslyn, Lieutenant general dei The Royal Scots fu nominato Comandante delle truppe britanniche nelle Fiandre. Il 16 aprile 1746, alla battaglia di Culloden Sir James Sinclair di Rosslyn era al comando dei Royal Scots stanziati presso la sede del governo britannico degli Hannover. Circa 500 Sinclair di Caithness erano pronti a unirsi ai giacobiti, ma invece seguirono il loro capo James Sinclair, a sostegno degli Hannover britannici. Nel 1750, Sir William Sinclair di Dunbeath fondò la Chiesa Battista a Keiss.

#### Guerre coloniali
Nel 1759, il Lieutenant A. Sinclair portava le insegne distintive per il generale Wolfe nella battaglia della piana di Abraham. Diventò successivamente Generale maggiore. Il 10 marzo 1761, Sir James Sinclair M.P. che avrebbe dovuto essere XI Lord Sinclair, venne iscritto in una pubblicazione ufficiale come Generale. Il 29 dicembre 1777, durante la battaglia di Charlestown, (Virginia, USA), John Sinclair, figlio ed erede di William, ufficiale Major nel 76º fanteria fu ferito all'inguine da una palla di moschetto quando era in ricognizione con Sir Henry Clinton.

## Castelli dei Sinclair

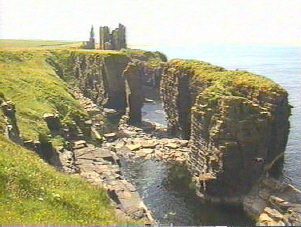
Castello Sinclair Girnigoe a Caithness

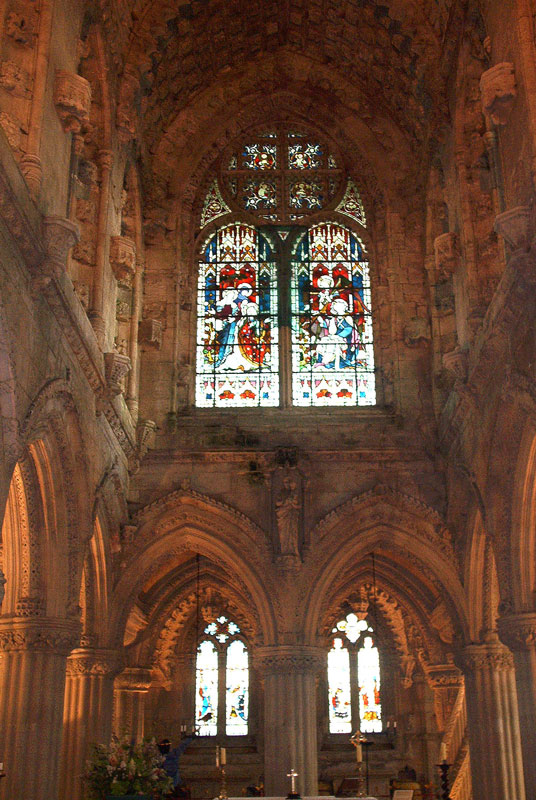
interno della Cappella di Rosslyn

I castelli che sono stati costruiti dai Sinclair o entrati in loro possesso sono:
- castello di Rosslyn, nel Midlothian, è considerato la prima sede dei Sinclair in Scozia. Esso fu probabilmente iniziato da Henry Sinclair I, conte delle Orcadi (c.1345-c.1404).[12] La sua famiglia ha costruito nei paraggi anche la Cappella di Rosslyn.
- castello Sinclair Girnigoe è forse il più noto castello dei Sinclair. È situato sulla scogliera alle porte di Wick. Anche se in rovina merita una visita; contiene ancora sia una camera segreta nella volta del soffitto della cucina e una tetra prigione dove si dice che George Sinclair, il IV Conte di Caithness, abbia imprigionato suo figlio ed erede e che lo nutrì con manzo salato tanto che alla fine morì pazzo e di sete.
- castello di Mey è un'altra ex proprietà dei Sinclair, che anche se in origine era conosciuto come il castello di Mey, il suo nome è stato cambiato per un certo tempo in castello di Barrogill. È stato fatto costruire da George Sinclair, IV conte di Caithness. Nel 1952 il castello fu acquistato da Sua Maestà Regina Elisabetta, la Regina Madre che cambiò il suo nome in castello di Mey.
- castello di Ackergill o torre di Ackergill, è stato conquistato dai Sinclair nel 1547 ma poi restituito al Clan Keith. È stato acquisito ancora dai Sinclair nel 1612.
- castello di Braal, è stato concesso nel 1455 da Giacomo II di Scozia a William Sinclair, Barone di Roslin.
- castello di Dunbeath, fu acquisito dai Sinclair nel XV secolo.
- castello di Keiss, sede del ramo di Keiss del clan Sinclair.
- castello di Old Wick, costruito nel XII secolo durante il dominio norvegese delle Orcadi.